# Rodovia Engenheiro Thales de Lorena Peixoto Júnior
Rodovia Engenheiro Thales de Lorena Peixoto Júnior (oficialmente é o trajeto da SP-318), também conhecida como Rodovia São Carlos-Ribeirão Preto, é uma rodovia situada na Região Administrativa Central, no interior de São Paulo.
É uma Rodovia radial e tem uma extensão de 44,6 quilômetros, possuindo pista única com terceira faixa no trecho entre São Carlos e a Rodovia Antônio Machado Sant'Anna (SP-255).
A rodovia começa na SP-310 em São Carlos, e na sua maior parte dentro do mesmo município, também corta ao norte, os municípios de Américo Brasiliense, Santa Lúcia e Rincão, onde adentra na SP-255.
Atualmente, a Rodovia Engenheiro Thales de Lorena Peixoto Junior é administrada sob concessão da empresa privada Autovias e não apresenta pedágios ao longo do trecho. 
Esta rodovia terá todo seu trecho duplicado, conforme anunciado no dia 13 de abril de 2013 pelo governador do Estado de São Paulo.
Em 2017, foi inaugurado um trecho da duplicação da rodovia.
Em 2019, ficou definido a ampliação da duplicação para toda a rodovia que começará pelo acesso ao distrito de Taquaral.

## Acesso

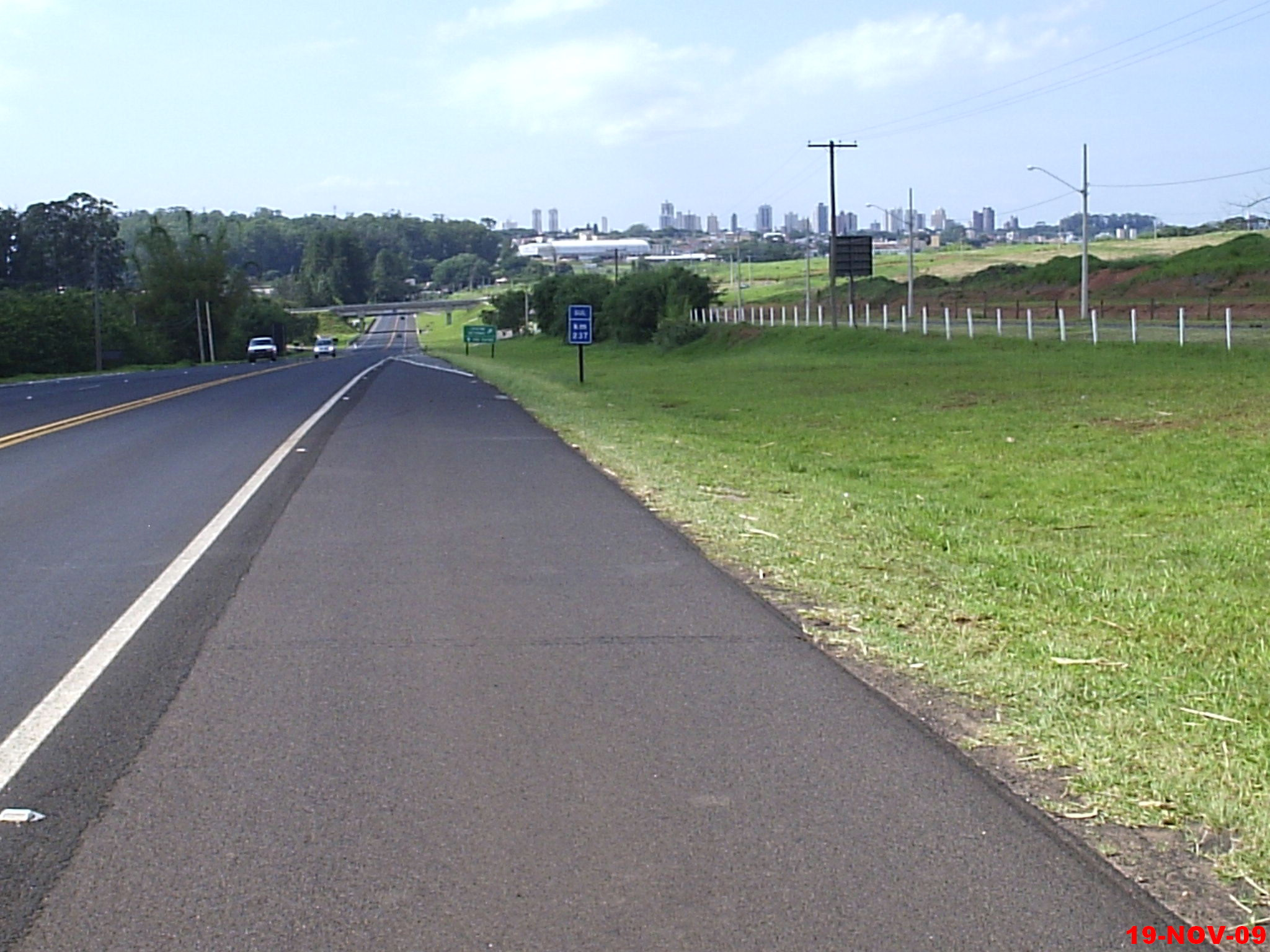
Rodovia Thales Peixoto, na chegada a São Carlos, km 237 no sentido sul

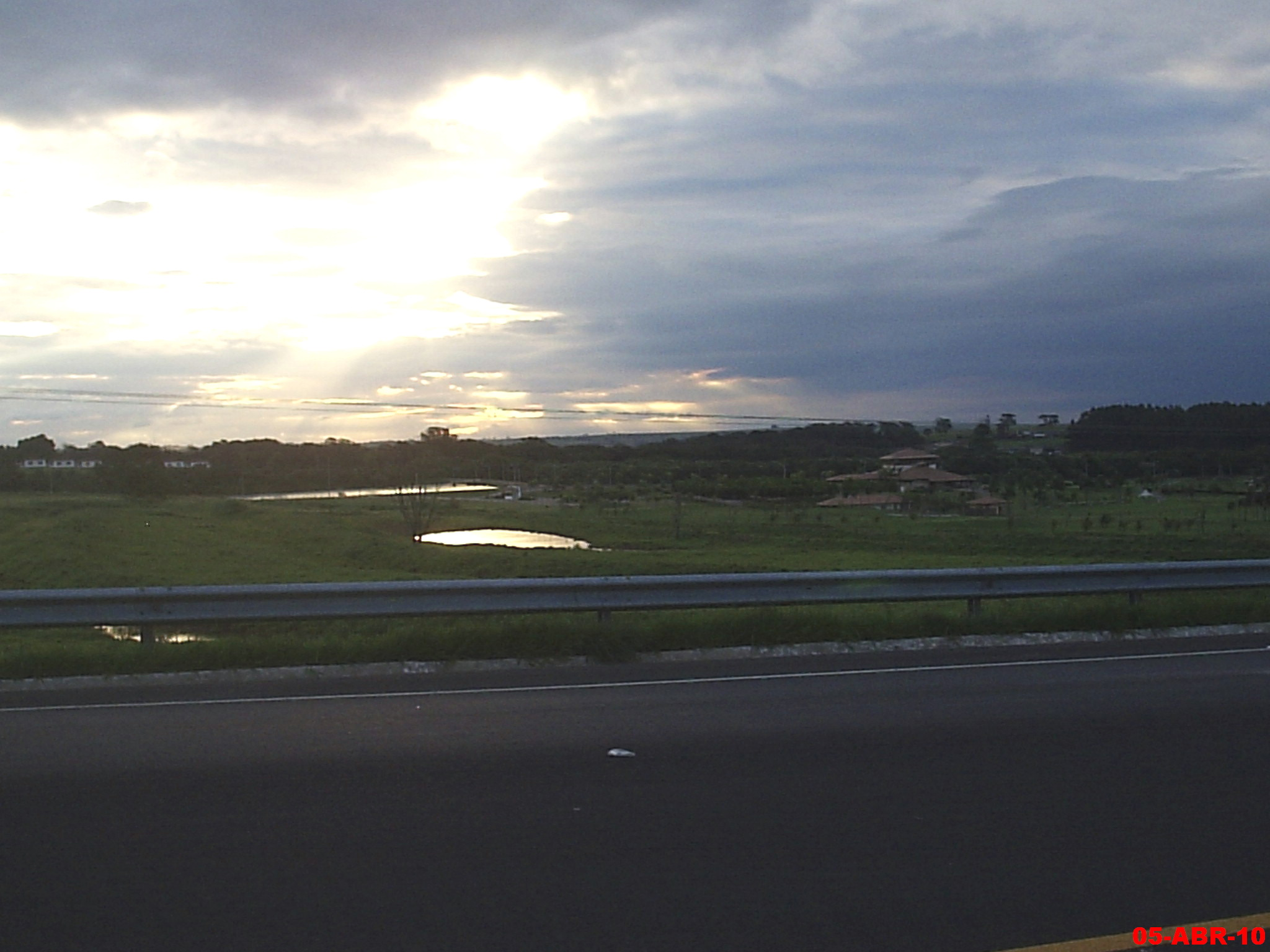
Rodovia Thales Peixoto, vista do Parque Eco-esportivo Damha, a partir da rodovia

### Descrição do percurso
- km 235,700 - Trevo entroncamento com Rodovia Washington Luís
- km 236,000 - São Carlos S/A Industria de Papel e Embalagens
- km 236,500 - Trevo para UFSCar
- km 236,500 - Trevo para Tecumseh e bairros
- km 237 - Abasc
- km 237,700 - Parque eco-esportivo Damha e Residenciais Damha
- km 237,700 - Damha Golf Club
- km 241,500 - Radar sentido norte
- km 241,700 -  Acesso ao Varjão Bairros de São Carlos
- km 241,900 - Radar sentido sul
- km 243 - Acesso ao residencial Valparaíso
- km 244 - Haras Girassol
- km 245 - Radar sentido sul
- km 245,500 - Água Vermelha e Santa Eudóxia
- km 245,500 - Parque São Miguel (eventos)
- km 245,500 - Condomínio Logístico São Carlos
- km 247,500 - Aeroporto de São Carlos
- km 249 - Museu TAM
- km 249 - LATAM e LATAM MRO
- km 250 - APP da LATAM
- km 250,300 - Fazenda Macaúbas
- km 254 - Pedágio São Carlos
- km 254,500 - Fazenda Álamo e Aeroporto da Álamo
- km 255 - Fazenda Mina
- km 259 - Fazenda Pixoxó e Aeroporto da Pixoxó
- km 261 - Acesso ao bairro Aporá de São Fernando e Fazenda Santa Fé
- km 265 - Acesso para o Clube de Campo Pedrinhas
- km 267,800 - Balança
- km 269 - Trevo para Cabaceiras e para SP-255
- km 277,800 - Trevo de acesso ao distrito de Taquaral[4]
- km 280 - acesso ao Auto Posto Joval (bidirecional)
- km 280 - Trevo entroncamento com a Rodovia Antônio Machado Sant'Anna (SP-255)